# Екатерининское (Пермский край)
Екатерининское — село в составе Сивинского района в Пермском крае.

## Географическое положение
Село расположено в северной части района на расстоянии примерно 18 километров на северо-запад по прямой от села Сива.

## Климат
Климат умеренно-континентальный с продолжительной снежной зимой и коротким, умеренно-теплым летом. Среднегодовая температура + 1,7оС. Средняя температура июля составляет +17,7оС, января −15,1оС. Среднее годовое количество осадков составляет 586 мм.

## История
Село упоминается с 1700 года как деревня Алтынное, с 1851 года сельцо Екатерининское (центр имения помещиков Всеволожских). Статус села Екатерининское получило в 1900 г., когда здесь была перестроена из деревянной часовни Свято-Екатерининская каменная церковь. В советское время работали колхоз «За Коммунизм», совхоз Екатерининский. Село до 2021 года является центром Екатерининского сельского поселения Сивинского района. Предполагается, что после упразднения обоих муниципальных образований войдёт в состав Сивинского муниципального округа.

## Население
Постоянное население составляло 664 человека в 2002 году (98 % русские), 609 человек в 2010 году.